# Latias
Latias is een fictief wezen uit de Pokémon-spellen en tekenfilms. Ze is een legendarische Pokémon van het vrouwelijk geslacht en heeft een broer genaamd Latios. Latias komt niet in de televisieserie voor, maar ze speelt in de 5e film met haar broer Latios de rol van bewaarders van de Venetië-achtige stad: "Alto-Mare".
Latias kan onder andere Gedaanteverwisseling in een mensenvorm doen en zo leert ze andere Mensen (Pokémon-trainers) kennen. Ze is intelligent en kan zich onzichtbaar maken zoals Kecleon.